# John Tiffany
John Tiffany (Huddersfield, 1971. június 27. –) angol színházi rendező. Ő a Harry Potter és az elátkozott gyermek társszerzője. Marsdenben nőtt fel, Huddersfieldhez közel. Édesanyja ápolónő és táncosnő volt. Édesapja mérnök volt és egy rezesbandában játszott. 2012-ben Tony-díjat kapott a legjobb musical-rendező kategóriában.

## Magyarul
- Harry Potter és az elátkozott gyermek. Első és második rész. A színházi próba szövegkönyvének különleges kiadása; J. K. Rowling, John Tiffany, Jack Thorne új története nyomán színdarab Jack Thorne, ford. Tóth Tamás Boldizsár; Animus, Bp., 2016